# Le Bal de l'horreur 2 : Hello Mary Lou
Pour les articles homonymes, voir Le Bal de l'horreur.
Série Le Bal de l'horreur
Le Bal de l'horreur
(1980) Dernier baiser avant l'enfer
(1990)
Pour plus de détails, voir Fiche technique et Distribution.
Le Bal de l'horreur 2 : Hello Mary Lou (Hello Mary Lou: Prom Night II) est un film fantastique canadien réalisé par Bruce Pittman, sorti en 1987.

## Synopsis
En 1957, le bal de promotion du Lycée Hamilton High a été le théâtre d'une horrible tragédie: Mary Lou, qui vient d'être élue reine de la soirée, est accidentellement morte brûlée vive. Trente ans plus tard, son esprit décide de sortir des ténèbres pour retourner dans un autre corps et semer les foudres de sa vengeance sur la nouvelle génération de lycéens, en pleine préparation du bal de fin d'année...

## Fiche technique
- Titre : Le Bal de l'horreur 2 : Hello Mary Lou
- Titre original : Hello Mary Lou: Prom Night II
- Réalisation : Bruce Pittman
- Scénario : Ron Oliver
- Production : Peter R. Simpson
  - Producteur délégué : Peter Haley et Ray Sager
- Société de production : Simcom Limited
- Distribution :
  -  États-Unis : Norstar Releasing
  -  Canada : Alliance Atlantis Video (Distribution VHS)
- Musique : Paul Zaza
- Photographie : John Herzog
- Montage : Nick Rotundo
- Décors : Sandra Kybartas
- Pays :  Canada
- Genre : horreur
- Budget :
- Durée : 97 minutes
- Format : Couleur (Technicolor) - Son : Monophonique - Format 35 mm
- Dates de sortie : 
  -  France : 11 mai 1987 (Féstival de Canne)
  -  États-Unis : 13 novembre 1987
- interdit aux moins de 12 ans

## Distribution
- Michael Ironside : Bill Nordham
- Wendy Lyon : Vicki Carpenter
- Justin Louis : Craig Nordham
- Lisa Schrage : Mary Lou Maloney
- Richard Monette : Père Cooper
- Terri Hawkes : Kelly Hennenlotter
- Brock Simpson : Josh
- Beverley Hendry : Monica Waters
- Beth Gondek : Jess Browning
- Wendell Smith : Walt Carpenter
- Judy Mahbey : Virginia Carpenter
- Steve Atkinson : Billy Nordham (jeune)
- Robert Lewis : Buddy Cooper (jeune)
- Lorretta Bailey : Mary Lou
- Howard Kruschke : Todd

## Commentaires
Proposé comme une suite tardive de Le Bal de l'horreur (Prom Night, 1980) de Paul Lynch, ce film n'a en commun avec son prédécesseur que le cadre pittoresque du fameux bal de promotion, qui marque la fin du cursus lycéen aux États-Unis et au Canada. Dans son mode narratif, il s'est de même éloigné du genre slasher traditionnel auquel appartenait le premier film, se rapprochant davantage des délires oniriques de la série des Freddy Krueger, au paroxysme de sa popularité en cette deuxième moitié des années 1980. Dans son exploitation française, le titre se réduisit d'ailleurs à Hello Mary Lou, omettant "l'estampille", par chez nous peu évocatrice, de Prom Night II de sa version originale.
Le personnage fantomatique de Mary Lou Maloney réapparaîtra sous les traits d'une autre comédienne dans l'épisode suivant, Le Bal de l'horreur 3 : Dernier baiser avant l'enfer (1990), de Ron Oliver et Peter R. Simpson, au ton, cette fois, nettement plus parodique.

## Résultats au box-office
Loin du formidable succès de Le Bal de l'horreur (qui approchait les 15 Millions de $ US), les recettes de cette suite ne s'élevèrent qu'à un peu plus de 2, 800, 000$ US sur le territoire américain. Le film en revanche améliora son médiocre score en salles par de bien meilleurs résultats dans son exploitation vidéo.

## Autour du film
- Le titre du film est une directe référence à la chanson à succès Hello Mary Lou écrite par Gene Pitney et chantée par Ricky Nelson à partir de 1961.

- De tous les personnages des Prom night, Mary Lou Maloney est le seul à apparaître dans deux titres différents (Hello Mary Lou et Le Bal de l'horreur 3 : Dernier baiser avant l'enfer). Le lycée Hamilton High sera en effet l'unique élément commun à tous les films de la série.

## Distinctions

### Nominations
- 1988 : nommé pour le Grand Prix du Festival international du film fantastique d'Avoriaz
- 1988 : nommé au Prix Génie dans la catégorie Meilleur son pour Tony Van den Akker et dans la catégorie Meilleur montage sonore